# Bergminzen
Die Bergminzen (Clinopodium) sind eine Pflanzengattung innerhalb der Familie der Lippenblütler (Lamiaceae). Die über 150 Arten sind in Eurasien, Afrika und in der Neuen Welt verbreitet.

## Beschreibung

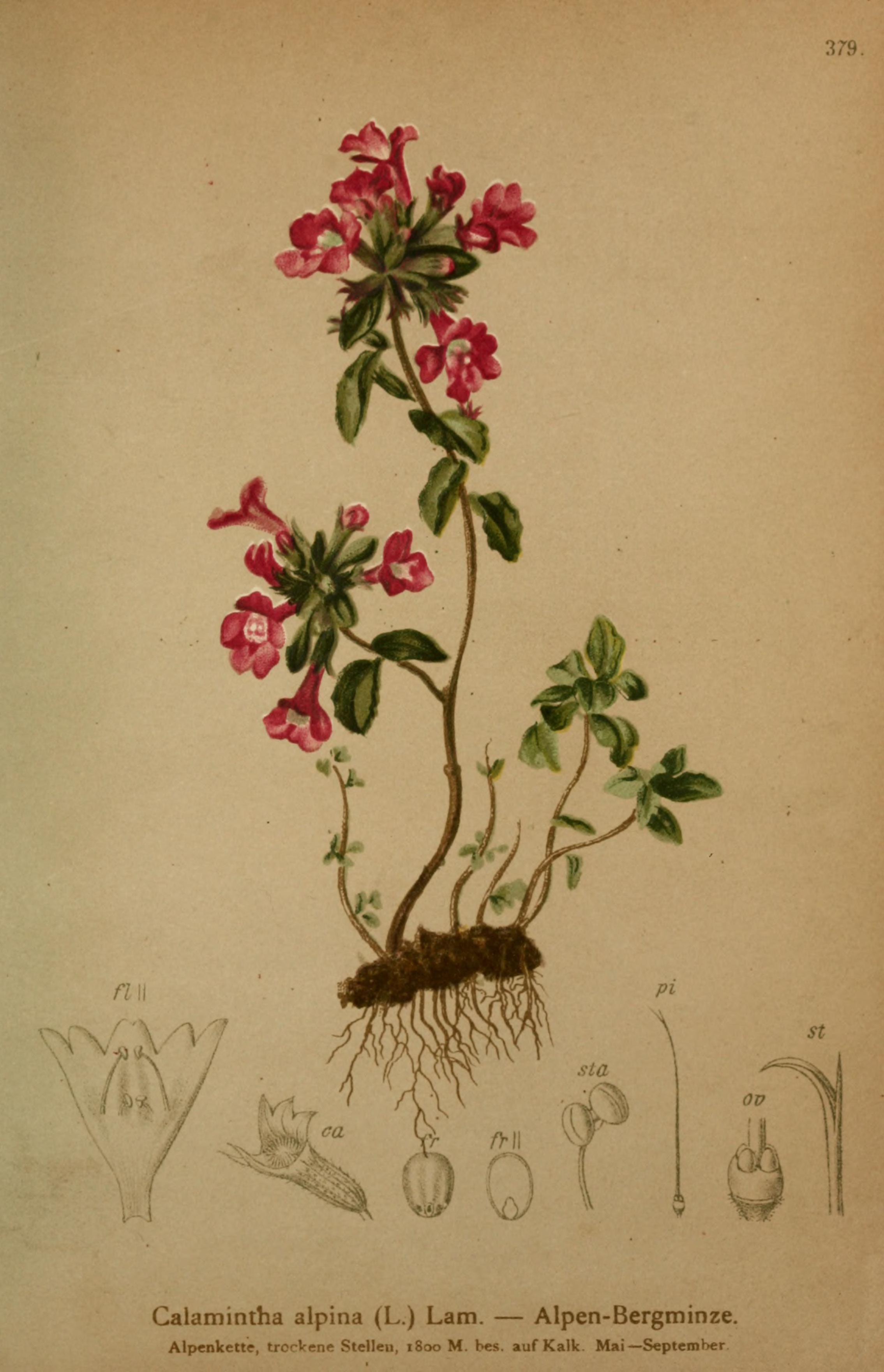
Illustration aus Atlas der Alpenflora, 1882 des Alpen-Steinquendel (Clinopodium alpinum)

Die Arten der ehemaligen Gattung Calamintha sind einjährige bis ausdauernde krautige Pflanzen mit kriechenden Rhizomen. Der Stängel besitzt einen rechteckigen Querschnitt. Ihre gegenständig angeordneten Laubblätter sind in Blattstiel und Blattspreite gegliedert. Die Blattspreite ist einfach. Der Blattrand ist gezähnt.
Die Blütenstände sind Zymen mit lanzettlichen bis pfriemlichen Tragblättern und zwei bis zwölf kurz gestielten Blüten. Die zwittrigen Blüten sind zygomorph und fünfzählig mit doppelter Blütenhülle. Der zweilippige Kelch ist röhren- bis glockenförmig, 13-nervig und im Innern schwach behaart. Der Ansatz des Kelches ist während der Fruchtzeit entweder nicht oder nur schwach sackförmig. An der zurückgebogenen Oberlippe trägt der Kelch drei Zähne, an der Unterlippe zwei, die letzteren sind länger als die der Oberlippe und lanzettlich. Die weiße, rosa- oder purpurfarbene Krone ist fast so lang wie der Kelch und zweilippig, die Kronröhre ist schwach verbreitert. Die Oberlippe ist gekerbt. Die Unterlippe dreilappig und zurückgebogen, der mittlere Lappen ist länger als die Seitenlappen. Es sind vier Staubblätter vorhanden. Der Fruchtknoten ist kahl. Der Griffel ist kürzer als die Kronröhre.
Die Klausenfrüchte zerfallen in vier eiförmige und gerundete Teilfrüchte (Klausen).

## Systematik und Verbreitung
Die Gattung Clinopodium wurde 1753 durch Carl von Linné in Species Plantarum 2, Seite 587 aufgestellt. Als Lektotypus-Art wurde 1913 Clinopodium vulgare L. durch Nathaniel Lord Britton und Addison Brown in Illustrated Flora of the Northern United States and Canada ..., 2. Auflage, 3, S. 139 festgelegt.
Synonyme für Clinopodium L. sind: Acinos Mill., Antonina Vved., Bancroftia R.K.Porter nom. illeg., Calamintha Mill., Ceratominthe Briq., Diodeilis Raf., Faucibarba Dulac, Gardoquia Ruiz & Pav., Nostelis Raf., Oreosphacus Phil., Rafinesquia Raf., Rizoa Cav., Xenopoma Willd., × Calapodium Holub.
Die Gattung Clinopodium gehört zur Subtribus Menthinae aus der Tribus Mentheae in der Unterfamilie Nepetoideae innerhalb der Familie Lamiaceae und gehört dem „Calamintha-Satureja-Micromeria-Clinopodium-Komplex“ an.
Diese Verwandtschaftsgruppe der Subtribus Menthinae wird kontrovers diskutiert. Sehr weit gefasst wurde die Gattung Clinopodium in der Doktorarbeit von Christian Bräuchler 2009 und durch Rafaël Govaerts 1999 mit vielen Neukombinationen. Je nach Gattungsabgrenzung werden unterschiedlich viele Arten, beispielsweise etwa 156 Arten, zur Gattung Clinopodium gerechnet. Ob die Arten der Neuen Welt mit in die Gattung Clinopodium gehören, scheint nach Bräuchler et al. 2010 fraglich zu sein, denn die altweltlichen und neuweltlichen Arten befinden sich nach deren phylogenetischen Untersuchungen in unterschiedlichen Kladen. Je nach Autor gehören die Arten der Gattung Steinquendel (Acinos) zur Gattung Clinopodium oder bilden eine eigene Gattung.
In Deutschland kommen etwa drei Arten oder Unterarten, in Österreich 2005 etwa vier, in der Schweiz etwa vier vor: Feld-Steinquendel (Clinopodium acinos (L.) Kuntze), Alpen-Steinquendel (Clinopodium alpinum (L.) Kuntze subsp. alpinum), Einseles Bergminze oder Österreichische Bergminze (Clinopodium nepeta subsp. subisodontum (Borbás) Govaerts), Kleinblütige Bergminze (Clinopodium nepeta (L.) Kuntze subsp. nepeta), Wald-Bergminze (Clinopodium menthifolium (Host) Stace subsp. menthifolium), Aufsteigende Bergminze (Clinopodium menthifolium subsp. ascendens (Jord.) Govaerts) und Gemeiner Wirbeldost (Clinopodium vulgare L. subsp. vulgare).
Die Flora of China 1994 nennt für ihr Bearbeitungsgebiet elf Arten.
Seit 2000 wurden viele Arten aus anderen Gattungen eingegliedert. Hinzu kamen durch Ryding 2006 einige Arten des tropischen Afrikas und drei afromontane bis afroalpine Arten, Clinopodium kilimandschari (Gürke) Ryding, Clinopodium simense (Benth.) Kuntze, Clinopodium uhligii (Gürke) Ryding (mit zwei Varietäten), die davor in die Gattung Satureja eingeordnet wurden.

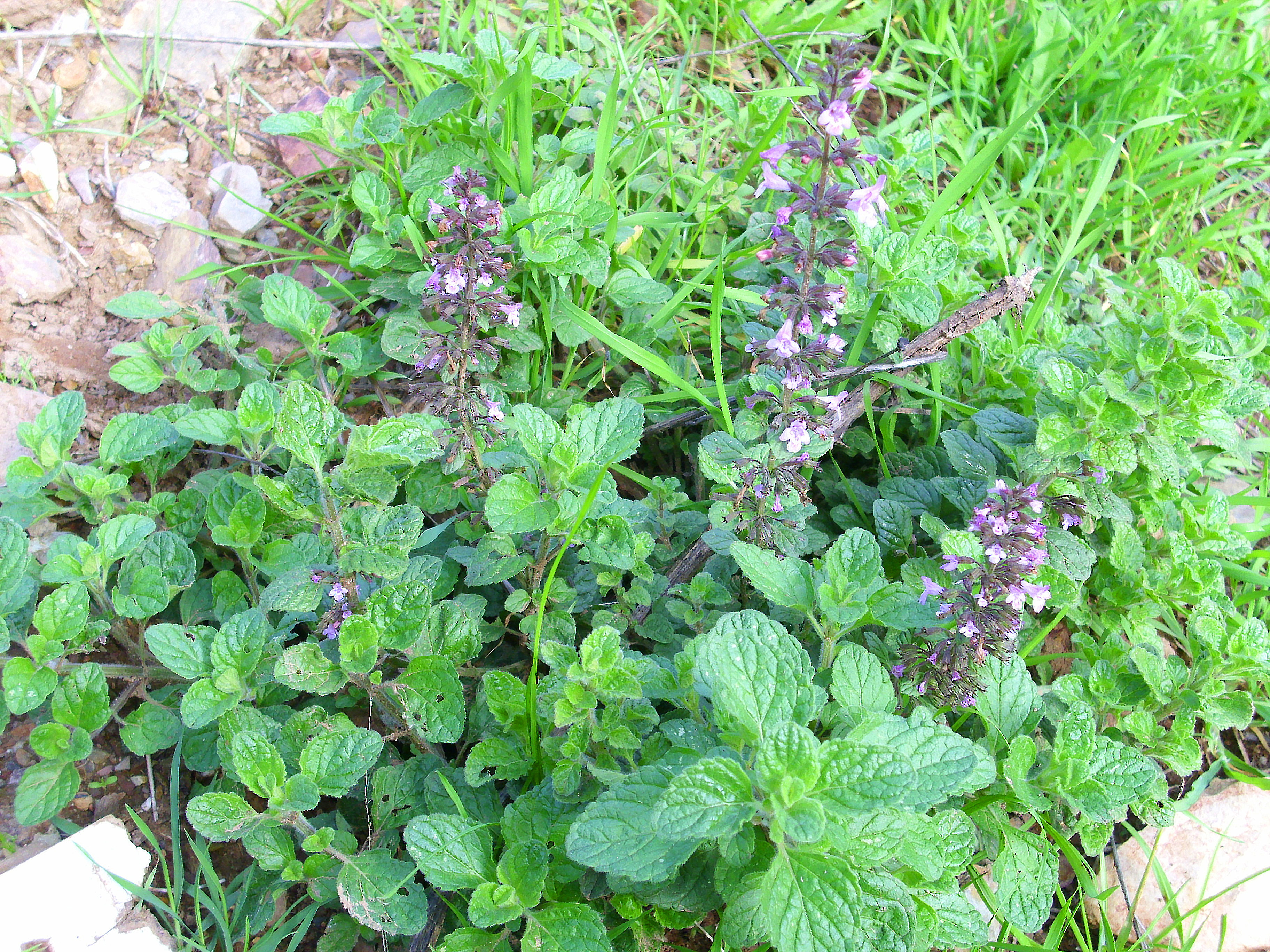
Habitus, Laubblätter und Blütenstände von Clinopodium serpyllifolium subsp. fruticosum

Zur Gattung Clinopodium gehören etwa 156 Arten:
- Clinopodium abchasicum Melnikov (Syn.: Clinopodium abchasicum var. strigosum Melnikov): Sie wurde 2013 aus Transkaukasien erstbeschrieben.[2]
- Clinopodium abyssinicum (Benth.) Kuntze (Syn.: Melissa abyssinica Hochst. nom. nud., Micromeria abyssinica Benth., Satureja abyssinica (Benth.) Briq., Calamintha abyssinica A.Rich.):[2]
  - Clinopodium abyssinicum (Benth.) Kuntze var. abyssinicum (Syn.: Micromeria parvula Chiov.): Sie ist vom nordöstlichen tropischen Afrika (Dschibuti, Eritrea, Äthiopien, Somalia, Sudan, Kenia, Uganda) bis ins nordöstliche Tansania und in der südwestlichen Arabischen Halbinsel (Saudi-Arabien sowie Jemen) verbreitet.[2]
  - Clinopodium abyssinicum var. condensatum (Hedberg) Ryding (Syn.: Satureja abyssinica var. condensata Hedberg, Satureja abyssinica subsp. condensata (Hedberg) Seybold): Diese Neukombination erfolgte 2006. Sie kommt von Äthiopien, Kenia und Uganda bis ins nördliche Tansania vor.[2]
- Gewöhnlicher Steinquendel oder Feld-Steinquendel (Clinopodium acinos (L.) Kuntze, Syn.: Acinos acinos (L.) Huth, Acinos acuminatus Friv., Acinos arvensis (Lam.) Dandy, Acinos clinopodiifacie Gilib., Acinos eglandulosus Klokov, Acinos infectus Klokov, Acinos schizodontus Klokov, Acinos subcrispus Klokov, Acinos thymoides Moench, Acinos villosus Pers., Acinos vulgaris var. villosus (Pers.) Boenn., Faucibarba acinos (L.) Dulac, Thymus acinos L., Thymus acinoides Schleich. ex Rchb. nom. illeg., Thymus arvensis (Lam.) Schur, Thymus canescens Dumort., Thymus concinnus Salisb. nom. superfl., Thymus diffusus Bluff & Fingerh., Thymus gibbosus Stokes, Thymus heterophyllus Poir., Melissa acinos (L.) Benth., Melissa arvensis (Lam.) Bubani, Satureja acinos (L.) Scheele, Satureja villosa (Pers.) Dörfl., Calamintha acinos (L.) Clairv., Calamintha arvensis Lam., Calamintha heterophylla (Poir.) Heynh., Calamintha villosa (Pers.) A.Terracc., Ziziphora acuminata (Friv.) Melnikov, Ziziphora eglandulosa (Klokov) Melnikov, Ziziphora infecta (Klokov) Melnikov, Ziziphora schizodonta (Klokov) Melnikov, Clinopodium acinos subsp. villosum (Pers.) Peruzzi & F.Conti, Ziziphora acinos (L.) Melnikov, Ziziphora subcrispa (Klokov) Melnikov, Ziziphora villosa (Pers.) Melnikov): Sie ist von weiten Teilen Europas über die Türkei und den Iran bis ins zentrale Sibirien verbreitet. Sie ist in einigen Ländern ein Neophyt.[2]
- Clinopodium acutifolium (Benth.) Govaerts (Syn.: Gardoquia acutifolia Benth., Satureja acutifolia (Benth.) Briq.): Sie kommt von Ecuador bis Peru vor.[2]
- Clinopodium albanicum (Griseb. ex K.Malý) Melnikov (Syn.: Micromeria albanica Griseb. nom. nud., Micromeria albanica (K.Malý) Šilic nom. nud., Satureja albanica (Griseb.) K.Malý nom. nud., Satureja albanica Griseb. ex K.Malý): Diese Neukombination erfolgte 2015. Sie kommt nur vom Kosovo bis Albanien vor.[2]
- Clinopodium ×alboviride (Faure & Maire) Melnikov (Syn.: Satureja ×alboviridis Faure & Maire): Diese Neukombination erfolgte 2016. Diese Hybride aus Clinopodium candidissimum × Clinopodium menthifolium subsp. ascendens kommt nur in Algerien vor.[2]
- Clinopodium album (Waldst. & Kit.) Bräuchler & Govaerts (Syn.: Satureja thymifolia Scop., Satureja rupestris Wulfen nom. superfl., Cuspidocarpus rupestris Spenn. nom. superfl., Calamintha thymifolia (Scop.) Host, Melissa thymifolia (Scop.) Benth., Cuspidocarpus thymifolius (Scop.) Kuntze, Micromeria thymifolia (Scop.) Fritsch, Melissa alba Waldst. & Kit., Nepeta pumila Spreng. nom. superfl., Thymus albus (Waldst. & Kit.) Link, Nepeta croatica Spreng. nom. superfl., Calamintha alba (Waldst. & Kit.) Rchb., Calamintha officinalis var. alba (Waldst. & Kit.) Nyman, Mentha croatica Welden nom. nud., Calamintha rupestris Host, Micromeria rupestris (Host) Benth., Thymus duinensis Moretti ex Rchb.): Diese Neukombination erfolgte 2018. Sie kommt im nördlichen Italien, in Ungarn, im ehemaligen Jugoslawien und in Albanien vor.[2]
- Clinopodium alpestre (Urb.) Harley (Syn.: Micromeria alpestris Urb., Satureja alpestris (Urb.) Jiménez): Diese Neukombination erfolgte 2000. Dieser Endemit kommt nur in der Dominikanischen Republik vor.[2]
- Alpen-Steinquendel (Clinopodium alpinum (L.) Kuntze; Syn.: Thymus alpinus L., Acinos alpinus (L.) Moench, Melissa alpina (L.) Benth., Faucibarba alpina (L.) Dulac, Calamintha alpina (L.) Lam., Satureja alpina (L.) Scheele, Ziziphora alpicola Melnikov): Es gibt etwa acht Unterarten:[2]
  - Clinopodium alpinum subsp. albanicum (Kümmerle & Jáv.) Govaerts (Syn.: Calamintha alpina subsp. albanica (Kümmerle & Jáv.) Bornm., Acinos alpinus var. albanicus (Kümmerle & Jáv.) Šilic, Satureja alpina subsp. albanica (Kümmerle & Jáv.) Greuter & Burdet): Sie kommt im ehemaligen Jugoslawien und in Albanien vor.[2]
  - Clinopodium alpinum (L.) Kuntze subsp. alpinum (Syn.: Acinos acutifolius Schur, Acinos alpinus subsp. aetnensis (Strobl) Greuter, Acinos alpinus var. adrianopolitanus (Podp.) Ancev, Acinos alpinus var. dinaricus Šilic, Acinos alpinus subsp. dinaricus Šilic, Acinos alpinus var. hirsutus Pant., Acinos alpinus var. latior Schott, Acinos alpinus var. pseudacinos (Lacaita) Pignatti, Acinos alpinus subsp. pyrenaeus (Braun-Blanq.) M.Laínz, Acinos alpinus var. thracicus (Velen.) Ancev, Acinos granatensis subsp. aetnensis (Strobl) Pignatti, Acinos pseudacinos (Lacaita) Fen., Acinos rotundifolius Friv. ex Walp., Thymus montanus Crantz, Thymus nummularifolius Loisel., Thymus villosissimus Tausch, Satureja acinos var. minor (Willk.) O.Bolòs & Vigo, Satureja alpina var. parviflora Ball, Satureja alpina var. purpurascens (Benth.) Pau & Font Quer, Satureja alpina var. latior (Schott) Briq., Satureja alpina var. erecta (Lange) Maire, Satureja alpina var. vuachensis Briq., Calamintha alpina var. adrianopolitana Podp., Satureja alpina var. subinodora Maire, Satureja alpina var. amplifoliata (Pau) Maire, Satureja alpina var. macrantha (H.Lindb.) Maire, Satureja alpina var. aurasiaca Maire, Satureja alpina var. chabertii Maire, Satureja alpina var. kestica Maire & Weiller, Satureja alpina subsp. pyrenaea Braun-Blanq., Satureja amplifoliata Pau, Satureja alpina var. pyrenaea (Braun-Blanq.) O.Bolòs & Vigo, Calamintha aetnensis Strobl, Calamintha alpina subsp. aetnensis (Strobl) Rech. f., Calamintha alpina var. parviflora Ball, Calamintha alpina var. minor Willk., Calamintha alpina var. erecta Lange, Calamintha suaveolens subsp. langei Nyman, Calamintha granatensis var. erecta Chabert, Calamintha pseudacinos Lacaita, Calamintha purpurascens Benth., Calamintha rotundifolia Ces., Pass. & Gibelli nom. illeg., Calamintha thracica Velen., Clinopodium alpinum subsp. pyrenaeum (Braun-Blanq.) Govaerts, Clinopodium alpinum subsp. dinaricum (Šilic) Iamonico & Bogdanovic): Sie kommt in Mittel- und Südosteuropa in Deutschland, Österreich, in der Schweiz, Italien, Frankreich, in der ehemaligen Tschechoslowakei, im ehemaligen Jugoslawien und in Albanien vor.[2]
  - Clinopodium alpinum subsp. hungaricum (Simonk.) Govaerts (Syn.: Acinos alpinus subsp. hungaricus (Simonk.) Soják, Acinos alpinus subsp. nomismophyllus (Rech. f.) Leblebici, Acinos baumgartenii (Simonk.) Klokov, Acinos hungaricus (Simonk.) Šilic, Melissa baumgartenii Simonk., Melissa hungarica (Simonk.) Simonk., Satureja alpina var. baumgartenii (Simonk.) Briq.,Satureja alpina var. marginata (Borbás) Stoj. & Stef., Calamintha alpina var. cuneata (Simonk.) Jankovic, Satureja hungarica (Simonk.) Hayek, Calamintha alpina subsp. baumgartenii (Simonk.) Nyman, Calamintha alpina subsp. hungarica (Simonk.) Hayek, Calamintha alpina var. marginata Borbás, Calamintha alpina subsp. nomismophylla Rech. f., Calamintha hungarica Simonk., Calamintha patavina var. doiranensis Bornm., Calamintha patavina var. kindigeri Adamovic, Calamintha patavina var. rotundifolia Heuff., Calamintha rotundifolia var. villosa Benth., Calamintha rotundifolia var. brevipetala Simonk., Ziziphora baumgartenii (Simonk.) Melnikov, Ziziphora hungarica (Simonk.) Melnikov): Sie kommt von Südosteuropa (Ungarn, im ehemaligen Jugoslawien, Bulgarien, Rumänien sowie in Albanien) über Griechenland bis zur Türkei und der Ukraine vor.[2]
  - Clinopodium alpinum subsp. majoranifolium (Mill.) Govaerts (Syn.: Acinos adscendens Moench nom. illeg., Acinos alpinus var. elatior Griseb., Acinos alpinus subsp. majoranifolius (Mill.) P.W.Ball, Acinos alpinus subsp. patavinus (Jacq.) Soják, Acinos majoranifolius (Mill.) Šilic, Acinos montenegrinus (Sagorski) Šilic, Acinos patavinus (Jacq.) Pers., Melissa majoranifolia Mill., Melissa patavina (Jacq.) Benth., Satureja alpina var. elatior (Griseb.) Briq., Satureja alpina var. patavina (Jacq.) Briq., Satureja elatior (Griseb.) Borza, Satureja majoranifolia (Mill.) K.Malý, Satureja patavina (Jacq.) Degen, Satureja montenegrina (Sagorski) Druce, Thymus patavinus Jacq., Thymus verecundus Salisb. nom. superfl., Calamintha alpina subsp. elatior (Griseb.) Rech. f., Calamintha alpina var. elatior (Griseb.) Diklic, Calamintha montenegrina Sagorski, Calamintha patavina (Jacq.) Host, Clinopodium majoranifolium (Mill.) Iamonico & Bogdanovic, Clinopodium patavinum (Jacq.) Kuntze, Ziziphora majoranifolia (Mill.) Melnikov): Sie kommt nur im ehemaligen Jugoslawien vor.[2]
  - Clinopodium alpinum subsp. meridionale (Nyman) Govaerts (Syn.: Acinos alpinus subsp. meridionalis (Nyman) P.W.Ball, Acinos alpinus var. nebrodensis (A.Kern. & Strobl) Pignatti, Acinos alpinus subsp. nebrodensis (A.Kern. & Strobl) C.Brullo & Brullo, Acinos granatensis (Boiss. & Reut.) Pereda, Melissa granatensis (Boiss. & Reut.) Nyman, Satureja acinos subsp. meridionalis (Nyman) O.Bolòs & Vigo, Satureja alpina subsp. meridionalis (Nyman) Greuter & Burdet, Satureja alpina var. nebrodensis (A.Kern. & Strobl) Briq., Satureja alpina var. granatensis (Boiss. & Reut.) Briq., Satureja alpina subsp. granatensis (Boiss. & Reut.) Maire nom. superfl., Satureja granatensis (Boiss. & Reut.) Sennen & Mauricio, Calamintha alpina subsp. meridionalis Nyman, Calamintha granatensis Boiss. & Reut., Calamintha nebrodensis A.Kern. & Strobl, Calamintha alpina var. nebrodensis (A.Kern. & Strobl) Nyman, Clinopodium alpinum subsp. nebrodensis (A.Kern. & Strobl) Bartolucci & F.Conti, Ziziphora granatensis (Boiss. & Reut.) Melnikov): Sie kommt im Mittelmeerraum in Spanien, Portugal, Frankreich, Italien (einschließlich Sizilien), im ehemaligen Jugoslawien, Albanien, Griechenland, Algerien, Tunesien, Marokko und auf Inseln der Ägäis vor.[2]
  - Clinopodium alpinum subsp. orontium (K.Malý) Govaerts (Syn.: Acinos orontius (K.Malý) Šilic, Satureja orontia K.Malý, Calamintha alpina var. orontia (K.Malý) Hayek, Calamintha orontia (K.Malý) Turrill, Ziziphora orontia (K.Malý) Melnikov): Sie kommt nur im ehemaligen Jugoslawien vor.[2]
  - Clinopodium alpinum subsp. sardoum (Asch. & Levier) Govaerts (Syn.: Acinos alpinus var. sardoa (Asch. & Levier) Pignatti, Acinos sardous (Asch. & Levier) Arrigoni, Satureja sardoa (Asch. & Levier) Greuter & Burdet, Calamintha alpina var. sardoa Asch. & Levier, Clinopodium sardoum (Asch. & Levier) Peruzzi & F.Conti): Dieser Endemit kommt nur auf Sardinien vor.[2]
- Clinopodium amissum (Epling & Játiva) Harley (Syn.: Satureja amissa Epling & Játiva): Diese Neukombination erfolgte 2000. Sie kommt im nordwestlichen Mexiko vor.[2]
- Clinopodium argenteum (Kunth) Govaerts (Syn.: Gardoquia argentea Kunth, A.J.A.Bonpland & C.S.Kunth, Satureja argentea (Kunth) Briq.): Sie kommt in Peru vor.[2]
- Clinopodium arkansanum (Nutt.) House (Syn.: Hedeoma glabra Nutt. sensu auct., Hedeoma arkansana Nutt., Micromeria arkansana (Nutt.) Benth., Micromeria glabella var. angustifolia Torr., Satureja arkansana (Nutt.) Briq., Cunila glabella Torr. nom. illeg., Satureja glabra (Kuntze) Fernald, Satureja glabella var. angustifolia (Torr.) Svenson, Rafinesquia angustifolia Raf., Calamintha arkansana (Nutt.) Shinners, Calamintha nuttallii Benth., Calamintha glabella A.Gray, Clinopodium glabrum Kuntze): Sie ist in Nordamerika vom südöstlichen Kanada bis zu den zentralen sowie östlichen Vereinigten Staaten weitverbreitet.[2]
- Clinopodium ashei (Weath.) Small (Syn.: Satureja ashei Weath., Calamintha ashei (Weath.) Shinners): Sie kommt nur in den US-Bundesstaaten Georgia und Florida vor.[2]
- Clinopodium atlanticum (Ball) N.Galland (Syn.: Calamintha clinopodium subsp. atlantica Ball, Calamintha atlantica (Ball) B.D.Jacks., Satureja atlantica (Ball) Maire): Sie kommt nur in Marokko vor.[2]
- Clinopodium austro-osseticum Melnikov: Sie wurde 2013 aus dem Nordkaukasus erstbeschrieben.[2]
- Clinopodium axillare (Rusby) Harley (Syn.: Bystropogon axillaris Rusby, Satureja axillaris (Rusby) Epling): Diese Neukombination erfolgte 2000. Es gibt zwei Unterarten:[2]
  - Clinopodium axillare (Rusby) Harley subsp. axillare: Sie kommt in Bolivien vor.[2]
  - Clinopodium axillare subsp. uniflorum (Rusby ex Briq.) J.R.I.Wood (Syn.: Bystropogon uniflorus Rusby ex Briq.): Diese Neukombination erfolgte 2011. Die Unterart kommt in Bolivien vor.[2]
- Clinopodium banaoense (P.Herrera, I.E.Méndez & Bécquer) Melnikov (Syn.: Satureja banaoensis P.Herrera, I.E.Méndez & Bécquer): Diese Neukombination erfolgte 2014. Die Art kommt nur in Kuba vor.[2]
- Clinopodium barbatum (P.H.Davis) Melnikov (Syn.: Micromeria barbata Boiss. & Kotschy nom. illeg., Micromeria fruticosa subsp. barbata P.H.Davis, Clinopodium serpyllifolium subsp. barbatum (P.H.Davis) Bräuchler, Satureja serpyllifolia subsp. barbata Greuter & Burdet): Diese Neukombination erfolgte 2015. Sie kommt von der südlichen Türkei bis Israel vor.[2]
- Clinopodium barosmum (W.W.Sm.) Bräuchler & Heubl (Syn.: Micromeria barosma (W.W.Sm.) Hand.-Mazz., Calamintha barosma W.W.Sm., Satureja barosma (W.W.Sm.) Kudô): Diese Neukombination erfolgte 2006. Sie kommt in Yunnan vor.[2]
- Clinopodium bolivianum (Benth.) Kuntze (Syn.: Micromeria boliviana Benth., Xenopoma bolivianum (Benth.) Griseb., Satureja boliviana (Benth.) Briq.): Es gibt seit 2011 drei Unterarten:[2]
  - Clinopodium bolivianum (Benth.) Kuntze subsp. bolivianum (Syn.: Gardoquia obovata Griseb. ex Wedd., Micromeria boliviana var. angustifolia Wedd., Satureja kuntzeana Briq., Clinopodium kuntzeanum (Briq.) Kuntze): Sie kommt von Bolivien bis zum südlichen Peru und nordwestlichen Argentinien vor.
  - Clinopodium bolivianum subsp. diffusum J.R.I.Wood: Sie wurde 2011 aus Bolivien erstbeschrieben.[2]
  - Clinopodium bolivianum subsp. tarijense (Wedd. ex Griseb.) J.R.I.Wood (Syn.: Xenopoma bolivianum var. tarijense Wedd. ex Griseb.): Diese Neukombination erfolgte 2011. Sie kommt in Bolivien vor.[2]
- Clinopodium brevicalyx (Epling) Harley & A.Granda (Syn.: Satureja brevicalyx Epling, Micromeria brevicalyx (Epling) R.Morales): Diese Neukombination erfolgte 2000. Sie kommt in Peru vor.[2]
- Clinopodium breviflorum (Benth.) Govaerts (Syn.: Gardoquia incana Ruiz & Pav., Satureja incana (Ruiz & Pav.) Spreng., Satureja pavoniana Briq. nom. illeg., Gardoquia breviflora Benth., Satureja breviflora (Benth.) Briq., Thymus crenatus Willd. ex Benth., Satureja mantaroensis Mansf.): Sie kommt in Peru vor.[2]
- Clinopodium brownei (Sw.) Kuntze (Syn.: Thymus brownei Sw., Micromeria brownei (Sw.) Benth., Satureja brownei (Sw.) Briq., Satureja brownei subsp. eubrownei Epling, Thymus xalapensis Kunth, Micromeria xalapensis (Kunth) Benth., Clinopodium xalapense (Kunth) Kuntze, Satureja xalapensis (Kunth) Briq., Micromeria stolonifera Benth., Clinopodium stoloniferum (Benth.) Kuntze, Satureja stolonifera (Benth.) Briq., Thymus gracilis Willd. ex Benth., Apozia chamaedryoides Willd. ex Steud., Apozia serpyllacea Willd. ex Steud., Micromeria brownei var. pilosiuscula A.Gray, Micromeria pilosiuscula (A.Gray) Small, Satureja brownei var. pilosiuscula Briq., Hedeoma gracillima M.E.Jones, Micromeria bahamensis Shinners, Micromeria domingensis Shinners): Sie ist in der Neotropis weitverbreitet. Sie ist in einigen anderen tropischen Gebieten ein Neophyt.[2] Die als Aquarienpflanze oft fälschlich als Lindernia anagallis angebotene Art trägt den deutschen Trivialnamen Minziger Wirbeldost.[12]
- Clinopodium bucheri (P.Wilson) Harley (Syn.: Micromeria bucheri P.Wilson, Satureja bucheri (P.Wilson) Urb., Satureja cubensis Urb.): Diese Neukombination erfolgte 2000. Dieser Endemit kommt nur im östlichen Kuba vor.[2]
- Clinopodium ×cadevallii (Sennen) Starm. (Syn.: Calamintha × cadevallii Sennen): Diese Neukombination erfolgte 2011. Diese Hybride aus Clinopodium menthifolium subsp. ascendens × Clinopodium vulgare kommt nur in Spanien vor.[2]
- Clinopodium candidissimum (Munby) Kuntze (Syn.: Melissa candidissima Munby, Calamintha candidissima (Munby) Benth., Satureja candidissima (Munby) Briq., Satureja candidissima var. laxiflora Faure & Maire): Sie kommt nur in Algerien vor.[2]
- Clinopodium capitellatum  (Benth.) Kuntze (Syn.: Micromeria capitellata Benth., Micromeria malcolmiana Benth. ex Hook. f., Marrubium malcolmianum Dalzell, Satureja capitellata (Benth.) Briq.): Sie kommt vom westlichen Himalaja bis zum südlichen Indien vor.[2]
- Clinopodium caricum (P.H.Davis) Bräuchler & Heubl (Syn.: Micromeria carica P.H.Davis, Satureja carica (P.H.Davis) Greuter & Burdet): Diese Neukombination erfolgte 2006. Sie kommt nur in der südwestlichen Türkei vor.[2]
- Clinopodium caroli-henricanum (Kit Tan & Sorger) Govaerts (Syn.: Calamintha caroli-henricana Kit Tan & Sorger): Sie kommt nur in der südöstlichen Türkei vor.[2]
- Clinopodium carolinianum Mill. (Syn.: Thymus carolinianus (Mill.) Michx., Melissa caroliniana (Mill.) Benth., Satureja georgiana (R.M.Harper) Ahles, Satureja caroliniana (Mill.) Briq., Calamintha georgiana (R.M.Harper) Shinners, Calamintha grandiflora Pursh, Calamintha caroliniana (Michx.) Nutt., Clinopodium carolinianum (Michx.) A.Heller nom. illeg., Clinopodium georgianum R.M.Harper): Sie kommt in den südöstlichen Vereinigten Staaten vor.[2]
- Clinopodium caucasicum Melnikov: Sie wurde 2013 aus dem Nordkaukasus erstbeschrieben.[2]
- Clinopodium cercocarpoides (Epling) Govaerts (Syn.: Satureja cercocarpoides Epling): Sie kommt in Kolumbien und in Ecuador vor.[2]
- Clinopodium chandleri (Brandegee) P.D.Cantino & Wagstaff (Syn.: Calamintha chandleri Brandegee, Satureja chandleri (Brandegee) Druce): Sie kommt vom südlichen Kalifornien bis in den mexikanischen Bundesstaat Baja California vor.[2]
- Clinopodium chilense (Benth.) Govaerts (Syn.: Gardoquia gilliesii Graham, Gardoquia chilensis Benth., Satureja gilliesii (Graham) Briq., Satureja chilensis (Benth.) Briq.): Dieser Endemit kommt nur im zentralen Chile vor.[2]
- Clinopodium chinense (Benth.) Kuntze (Syn.: Calamintha chinensis Benth., Calamintha clinopodium var. chinensis (Benth.) Miq., Satureja chinensis (Benth.) Briq.): Es gibt drei Unterarten:[2]
  - Clinopodium chinense (Benth.) Kuntze subsp. chinense: Sie kommt in China, Vietnam, Thailand und im südlichen Japan vor.[2]
  - Clinopodium chinense subsp. grandiflorum (Maxim.) H.Hara (Syn.: Calamintha chinensis var. grandiflora Maxim., Calamintha clinopodium var. urticifolia Hance, Calamintha urticifolia (Hance) Hand.-Mazz., Calamintha coreana H.Lév., Satureja coreana (H.Lév.) Nakai, Clinopodium chinense var. urticifolium (Hance) Koidz., Clinopodium chinense var. grandiflorum (Maxim.) H.Hara, Clinopodium urticifolium (Hance) C.Y.Wu & S.J.Hsuan ex H.W.Li, Clinopodium coreanum H.Hara): Sie kommt im zentralen China und von Russlands Fernem Osten bis Korea vor.[2]
  - Clinopodium chinense var. parviflorum (Kudô) H.Hara (Syn.: Satureja chinensis var. parviflora Kudô): Sie kommt in Korea, Japan und auf den südlichen Kurilen vor.[2]
- Clinopodium cilicicum (Hausskn. ex P.H.Davis) Bräuchler & Heubl (Syn.: Micromeria cilicica Hausskn. ex P.H.Davis, Satureja sieheana Greuter & Burdet): Diese Neukombination erfolgte 2006. Sie kommt nur in der südlichen Türkei vor.[2]
- Clinopodium clivorum (Epling) Govaerts (Syn.: Satureja clivorum Epling): Sie kommt in Peru vor.[2]
- Clinopodium coccineum (Nutt. ex Hook.) Kuntze (Syn.: Cunila coccinea Nutt. ex Hook., Gardoquia coccinea (Nutt. ex Hook.) Alexander, Gardoquia hookeri Benth., Melissa coccinea (Nutt. ex Hook.) Spreng., Diodeilis coccinea (Nutt. ex Hook.) Raf., Rafinesquia coccinea (Nutt. ex Hook.) Raf., Calamintha coccinea (Nutt. ex Hook.) Benth., Clinopodium macrocalyx Small, Satureja coccinea (Nutt. ex Hook.) Bertol., Satureja macrocalyx (Small) Druce): Sie kommt in den südöstlichen Vereinigten Staaten vor.[2]
- Clinopodium cochabambense J.R.I.Wood (Syn.: Ceratominthe kuntzeana Briq.): Diese Neukombination erfolgte 2011. Sie kommt in Bolivien vor.[2] (2011)
- Clinopodium congestum (Boiss. & Hausskn.) Kuntze (Syn.: Micromeria congesta Boiss. & Hausskn., Micromeria shepardii (Post) Post, Nepeta shepardii Post, Satureja congesta (Boiss. & Hausskn.) Briq. nom. illeg., Satureja shepardii (Post) Greuter & Burdet) Sie kommt nur in östlichen Türkei vor.[2]
- Clinopodium ×conillii (Sennen) Starm. (Syn.: Calamintha ×conillii Sennen, Clinopodium nepeta nothosubsp. conillii (Sennen) B.Bock): Diese Neukombination erfolgte 2011.[2] Diese Hybride aus Calamintha menthifolium subsp. ascendens × Calamintha nepeta kommt nur von Spanien bis Frankreich vor.
- Korsika-Steinquendel (Clinopodium corsicum (Pers.) Govaerts, Syn.: Thymus corsicus Pers., Acinos corsicus G.Don, Acinos corsicus (Pers.) Getliffe, Melissa microphylla Benth., Satureja corsica (Pers.) Caruel, Micromeria corsica (Pers.) H.Lév., Calamintha corsica (Pers.) Benth.): Dieser Endemit kommt nur auf Korsika vor.[2]
- Clinopodium creticum (L.) Kuntze (Syn.: Melissa cretica L., Nepeta origanifolia Raf., Calamintha cretica (L.) Lam., Satureja cretica (L.) Briq.): Dieser Endemit kommt nur auf Kreta vor.[2]
- Clinopodium cylindristachys (Epling & Játiva) Govaerts (Syn.: Satureja cylindristachys Epling & Játiva): Sie kommt in Peru vor.[2]
- Clinopodium dalmaticum (Benth.) Bräuchler & Heubl (Syn.: Thymus origanifolius Vis. nom. illeg., Calamintha origanifolia Vis. nom. illeg., Micromeria origanifolia Boiss. nom. illeg., Micromeria bulgarica (Velen.) Hayek, Micromeria dalmatica Benth., Satureja dalmatica (Benth.) Nyman, Satureja origanifolia Briq. nom. illeg., Satureja bulgarica (Velen.) K.Malý, Clinopodium bulgaricum (Velen.) Melnikov): Diese Neukombination erfolgte 2006. Sie kommt im ehemaligen Jugoslawien und vom südlichen Bulgarien bis ins nordöstliche Griechenland vor.[2]
- Clinopodium darwinii (Benth.) Kuntze (Syn.: Micromeria darwinii Benth., Micromeria pusilla Phil., Satureja pusilla (Phil.) Macloskie, Satureja darwinii (Benth.) Briq., Satureja darwinii var. pusilla Epling): Sie kommt im südlichen Chile und südlichen Argentinien vor.[2]
- Clinopodium debile (Bunge) Kuntze (Syn.: Thymus debilis Bunge, Melissa debilis (Bunge) Benth., Antonina debilis (Bunge) Vved., Satureja annua (Schrenk) Briq., Satureja debilis (Bunge) Briq., Calamintha debilis (Bunge) Benth., Calamintha annua Schrenk, Calamintha caucasica Sommier & Levier, Clinopodium annuum (Schrenk) Kuntze): Sie kommt in Sibirien und von Zentralasien bis zum östlichen Afghanistan vor.[2]
- Clinopodium dentatum (Chapm.) Kuntze (Syn.: Calamintha dentata Chapm., Satureja dentata (Chapm.) Briq.): Sie kommt in Georgia sowie Florida vor.[2]
- Clinopodium discolor (Diels) C.Y.Wu & S.J.Hsuan ex H.W.Li (Syn.: Calamintha discolor Diels, Calamintha clinopodium var. discolor (Diels) Dunn): Sie kommt in Tibet und Yunnan vor.[2]
- Clinopodium dolichodontum (P.H.Davis) Bräuchler & Heubl (Syn.: Micromeria dolichodonta P.H.Davis, Satureja dolichodonta (P.H.Davis) Greuter & Burdet): Diese Neukombination erfolgte 2006. Sie kommt in der südlichen Türkei vor.[2]
- Clinopodium domingense (Urb. & Ekman) Govaerts (Syn.: Satureja domingensis Urb. & Ekman). Dieser Endemit kommt nur in Haiti vor.[2]
- Clinopodium ekmanianum (Epling & Alain) Harley (Syn.: Micromeria ekmaniana (Epling & Alain) Borhidi, Satureja ekmaniana Epling & Alain): Diese Neukombination erfolgte 2000. Dieser Endemit kommt nur im Massif de la Selle in Haiti vor.[2]
- Clinopodium elegans Melnikov: Sie wurde 2013 aus dem Nordkaukasus erstbeschrieben.[2]
- Clinopodium euosmum (W.W.Sm.) Bräuchler & Heubl (Syn.: Satureja euosma (W.W.Sm.) Kudô, Micromeria euosma (W.W.Sm.) C.Y.Wu, Calamintha euosma W.W.Sm.): Diese Neukombination erfolgte 2006. Die Art kommt in Yunnan vor.[2]
- Clinopodium fasciculatum (Benth.) Govaerts (Syn.: Gardoquia fasciculata Benth., Satureja fasciculata (Benth.) Briq. nom. illeg., Satureja rigidula Epling nom. illeg., Satureja stachyodes Epling): Sie kommt in Ecuador vor.[2]
- Clinopodium fauriei (H.Lév. & Vaniot) H.Hara (Syn.: Calamintha fauriei H.Lév. & Vaniot, Satureja fauriei (H.Lév. & Vaniot) Nakai): Dieser Endemit kommt nur in Südkorea vor.[2]
- Clinopodium flabellifolium (Epling & Játiva) Govaerts (Syn.: Satureja flabellifolia Epling & Játiva): Sie kommt in Peru vor.[2]
- Clinopodium foliolosum (Benth.) Govaerts (Syn.: Gardoquia discolor Kunth, Gardoquia foliolosa Benth., Satureja foliolosa (Benth.) Briq., Satureja discolor (Kunth) Briq., Satureja discolor var. manaurensis Fern.Alonso): Sie kommt in Costa Rica und vom nördlichen Kolumbien bis ins nördliche Venezuela vor.[2]
- Clinopodium frivaldszkyanum (Degen) Bräuchler & Heubl (Syn.: Zygis frivaldszkyana Degen, Micromeria frivaldszkyana (Degen) Velen., Micromeria balcanica Velen., Satureja balcanica (Velen.) Stoj. & Stef.): Diese Neukombination erfolgte 2006. Sie kommt nur vom zentralen bis ins südliche Bulgarien vor.[2]
- Clinopodium ganderi (Epling) Govaerts (Syn.: Satureja ganderi Epling): Sie kommt nur im mexikanischen Bundesstaat Baja California vor.[2]
- Clinopodium gilanicum Melnikov[2]: Sie wurde 2016 aus dem Iran erstbeschrieben.
- Clinopodium gilliesii (Benth.) Kuntze (Syn.: Micromeria gilliesii Benth., Satureja gilliesii (Benth.) Briq. nom. illeg., Satureja oligantha Briq., Oreosphacus parvifolia Phil., Micromeria eugenioides (Griseb.) Hieron., Bystropogon minutus Briq., Satureja eugenioides (Griseb.) Loes. ex R.E.Fr., Satureja parvifolia (Phil.) Epling, Xenopoma eugenioides Griseb.): Sie kommt vom südlichen Peru bis ins nördliche Argentinien vor.[2]
- Clinopodium glabellum (Michx.) Kuntze (Syn.: Cunila glabella Michx., Hedeoma glabra Pers., Ziziphora glabella (Michx.) Roem. & Schult., Micromeria glabella (Michx.) Benth., Calamintha glabella (Michx.) Benth., Satureja glabella (Michx.) Briq.): sie ist von Kanada bis in die USA verbreitet.[2]
- Clinopodium gracile (Benth.) Kuntze (Syn.: Calamintha gracilis Benth., Satureja gracilis (Benth.) Nakai, Satureja confinis (Hance) Kudô, Calamintha moluccana Miq., Calamintha confinis Hance, Calamintha radicans Vaniot, Calamintha argyi H.Lév., Clinopodium confine (Hance) Kuntze, Clinopodium confine var. globosum C.Y.Wu & S.J.Hsuan ex H.W.Li): Sie ist vom subtropischen bis ins tropische Asien und Melanesien verbreitet.[2]
- Clinopodium graveolens (M.Bieb.) Kuntze (Syn.: Acinos graveolens (M.Bieb.) Link, Thymus graveolens M.Bieb., Thymus patavinus var. graveolens (M.Bieb.) Trevir.,  Melissa graveolens (M.Bieb.) Benth. nom. illeg., Calamintha graveolens (M.Bieb.) Benth., Satureja graveolens (M.Bieb.) Caruel, Ziziphora graveolens (M.Bieb.) Melnikov): Es gibt zwei Unterarten:[2]
  - Clinopodium graveolens (M.Bieb.) Kuntze subsp. graveolens (Syn.: Acinos canus (Steven ex M.Bieb.) Rchb., Acinos exiguus (Sm.) Meikle, Acinos exiguus G.Don ex Steud., Acinos fominii Des.-Shost., Thymus canus Steven ex M.Bieb., Thymus exiguus Sm., Thymus patavinus Pall. ex M.Bieb. nom. illeg., Satureja crassinervis H.Lindb., Satureja exigua (Sm.) Grande, Calamintha cana (Steven ex M.Bieb.) Heynh., Calamintha exigua (Sm.) Holmboe, Calamintha graveolens var. exigua (Sm.) Nyman, Clinopodium canum (Steven ex M.Bieb.) Kuntze, Ziziphora fominii (Des.-Shost.) Melnikov): Sie ist vom östlichen Mittelmeerraum über Kleinasien bis Zentralasien verbreitet.[2]
  - Rundblättriger Steinquendel (Clinopodium graveolens subsp. rotundifolium (Pers.) Govaerts, Syn.: Acinos erectus Friv., Acinos incanus Griseb., Acinos purpurascens Pers., Acinos rotundifolius Pers., Melissa purpurascens Benth., Melissa rotundifolia (Pers.) Benth., Satureja rotundifolia (Pers.) Briq., Calamintha graveolens subsp. purpurascens (Pers.) Nyman, Calamintha rotundifolia (Pers.) Benth. nom. illeg., Calamintha neorotundifolia Mateo, Ziziphora alboi Caball., Ziziphora rotundifolia (Pers.) Melnikov): Sie kommt im westlichen Mittelmeerraum in Spanien, Algerien, Marokko und Tunesien vor.[2]
- Clinopodium griseum (Epling) Harley (Syn.: Satureja grisea Epling, Micromeria grisea (Epling) R.Morales): Diese Neukombination erfolgte 2000.: Sie kommt in Kolumbien vor.[2]
- Clinopodium heterotrichum (Boiss. & Reut.) Govaerts (Syn.: Satureja calamintha var. heterotricha (Boiss. & Reut.) Briq., Satureja heterotricha (Boiss. & Reut.) Pau, Calamintha heterotricha Boiss. & Reut., Calamintha nepeta subsp. heterotricha (Boiss. & Reut.) Dobignard): Sie kommt in Algerien, Marokko sowie Tunesien vor.[2]
- Clinopodium hintoniorum (B.L.Turner) Govaerts (Syn.: Satureja hintoniora B.L.Turner): Sie kommt nur im mexikanischen Bundesstaat Nuevo León vor.[2]
- Clinopodium hispidulum (Boiss. & Reut.) Govaerts (Syn.: Calamintha hispidula Boiss. & Reut., Satureja hispidula (Boiss. & Reut.) Briq.): Sie kommt nur in Algerien vor.[2]
- Clinopodium hydaspidis (Falc. ex Benth.) Kuntze (Syn.: Micromeria hydaspidis Falc. ex Benth., Satureja hydaspidis (Falc. ex Benth.) Briq., Calamintha hydaspidis (Falc. ex Benth.) Hedge): Dieser Endemit kommt in Kaschmir vor.[2]
- Clinopodium insulare (Candargy) Govaerts (Syn.: Thymus incanus Sm., Melissa incana (Sm.) Benth., Micromeria insularis Candargy Calamintha incana (Sm.) Boiss., Clinopodium incanum (Sm.) Kuntze nom. illeg., Satureja incana (Sm.) Briq. nom. illeg., Satureja insularis Greuter & Burdet): Sie kommt vom östlichen Mittelmeerraum bis Kleinasien vor.[2]
- Clinopodium integerrimum Boriss.: Sie kommt in Zentralasien vor.[2]
- Clinopodium jacquelinae Schmidt-Leb.: Sie wurde 2006 aus Peru erstbeschrieben.[2]
- Clinopodium jaliscanum (McVaugh & R.Schmid) Govaerts (Syn.: Satureja jaliscana McVaugh & R.Schmid): Sie kommt im südwestlichen Mexiko vor.[2]
- Clinopodium jamesonii (Benth.) Govaerts (Syn.: Gardoquia jamesonii Benth., Gardoquia microphylla Kunth, Satureja microphylla (Kunth) Briq. nom. illeg., Satureja connata Epling, Satureja jamesonii (Benth.) Briq., Satureja ericoides Willd. ex Benth.): Sie kommt im südwestlichen Kolumbien und in Ecuador vor.[2]
- Clinopodium javanicum (Blume) I.M.Turner (Syn.: Thymus repens Buch.-Ham. ex D.Don, Melissa repens (Buch.-Ham. ex D.Don) Benth., Stachys rubisepala Elmer, Calamintha repens (Buch.-Ham. ex D.Don) Benth., Calamintha clinopodium var. repens (D.Don) Dunn, Ziziphora javanica Blume, Satureja kudoi Hosok., Clinopodium repens (Buch.-Ham. ex D.Don) Benth. nom. illeg., Clinopodium kudoi (Hosok.) Nemoto, Clinopodium hamiltonii Melnikov): Diese Neukombination erfolgte 2014. Sie ist im subtropischen bis tropischen Asien und Melanesien verbreitet.[2]
- Clinopodium junctionis (Epling & Játiva) Govaerts (Syn.: Satureja junctionis Epling & Játiva): Sie kommt in Peru vor.[2]
- Clinopodium kilimandschari (Gürke) Ryding (Syn.: Calamintha kilimandschari Gürke, Satureja kilimandschari (Gürke) Hedberg): Diese Neukombination erfolgte 2006.[10] Sie kommt in den Bale-Bergen in Äthiopien und in Kenia sowie im nördlichen Tansania vor.[2]
- Clinopodium krupkinae Melnikov: Sie wurde 2016 aus Transkaukasien erstbeschrieben.[2]
- Clinopodium kunashirense Prob.: Dieser Endemit kommt nur auf den südlichen Kurilen vor.[2]
- Clinopodium kurachense Melnikov: Sie wurde 2013 aus dem Nordkaukasus erstbeschrieben.[2]
- Clinopodium lanceolatum Melnikov: Sie wurde 2013 aus dem Moldawien erstbeschrieben.[2]
- Clinopodium latifolium (H.Hara) T.Yamaz. & Murata (Syn.: Clinopodium multicaule var. latifolium H.Hara, Clinopodium gracile var. latifolium (H.Hara) Ohwi): Dieser Endemit kommt nur im zentralen Teil der japanischen Insel Honshu vor.[2]
- Clinopodium laxiflorum (Hayata) K.Mori (Syn.: Calamintha laxiflora Hayata, Satureja laxiflora (Hayata) Sasaki, Clinopodium laxiflorum var. taiwanianum T.H.Hsieh & T.C.Huang): Dieser Endemit kommt nur in Taiwan vor.[2]
- Clinopodium libanoticum (Boiss.) Kuntze (Syn.: Micromeria libanotica Boiss., Satureja libanotica (Boiss.) Briq.): Sie kommt nur im Libanon vor.[2]
- Clinopodium loesenerianum (Mansf.) A.Granda (Syn.: Satureja loeseneriana Mansf.): Diese Neukombination erfolgte 2000.: Sie kommt in Peru vor.[2]
- Clinopodium longipes C.Y.Wu & S.J.Hsuan ex H.W.Li: Sie kommt in Sichuan vor.[2]
- Clinopodium ludens (Shinners) A.Pool (Syn.: Micromeria brownei var. ludens Shinners): Diese Neukombination erfolgte 2008. Sie kommt vom südöstlichen Mexiko bis Honduras und im westlichen Kuba vor.[2]
- Clinopodium macranthum (Makino) H.Hara (Syn.: Clinopodium chinense var. macranthum Makino, Satureja macrantha (Makino) Kudô): Dieser Endemit kommt nur auf der japanischen Insel Honshu vor.[2]
- Clinopodium macrostemum (Moc. & Sessé ex Benth.) Kuntze (Syn.: Melissa macrostema Moc. & Sessé ex Benth., Calamintha macrostema (Moc. & Sessé ex Benth.) Benth., Calamintha fuchsiifolia Gand., Satureja macrostema (Moc. & Sessé ex Benth.) Briq., Satureja laevigata (Standl.) Standl., Satureja macrostema var. laevigata (Standl.) McVaugh, Clinopodium laevigatum Standl., Clinopodium macrostemum var. laevigatum (Standl.) B.L.Turner): Sie ist in Mexiko verbreitet.[2]
- Clinopodium maderense (Henrard) Govaerts (Syn.: Satureja maderensis Henrard): Sie kommt im nordöstlichen Mexiko vor.[2]
- Clinopodium maritimum (Benth.) Kuntze (Syn.: Calamintha maritima Benth., Melissa maritima (Benth.) Nyman, Satureja maritima (Benth.) Briq., Ziziphora maritima (Benth.) Melnikov): Sie kommt nur in der nordwestlichen Türkei vor.[2]
- Clinopodium matthewsii (Briq.) Govaerts (Syn.: Satureja matthewsii Briq.): Sie kommt in Peru vor.[2]
- Clinopodium megalanthum (Diels) C.Y.Wu & S.J.Hsuan ex H.W.Li (Syn.: Calamintha chinensis var. souliei H.Lév., Calamintha chinensis var. megalantha Diels, Calamintha megalantha (Diels) Hand.-Mazz., Calamintha clinopodium var. megalantha (Diels) Dunn, Clinopodium umbrosum var. souliei (H.Lév.) McKean, Clinopodium megalanthum var. intermedium C.Y.Wu & S.J.Hsuan ex H.W.Li, Clinopodium megalanthum var. lancifolium C.Y.Wu & S.J.Hsuan ex H.W.Li, Clinopodium megalanthum var. robustum C.Y.Wu & S.J.Hsuan ex H.W.Li, Clinopodium megalanthum var. speciosum C.Y.Wu & S.J.Hsuan ex H.W.Li): Sie wird von einigen Autoren als Clinopodium umbrosum var. souliei angesehen. Sie kommt im südlichen-zentralen China vor.[2]
- Clinopodium menitskyi Melnikov: Sie wurde 2013 aus dem Nordkaukasus erstbeschrieben.[2]
- Clinopodium menthifolium (Host) Stace (Syn.: Satureja menthifolia (Host) Fritsch, Satureja calamintha subsp. menthifolia (Host) Gams, Calamintha menthifolia Host, Calamintha officinalis var. menthifolia (Host) Rchb. f., Calamintha montana subsp. menthifolia (Host) Dostál): Es gibt drei Unterarten:[2]
  - Aufsteigende Bergminze (Clinopodium menthifolium subsp. ascendens (Jord.) Govaerts, Syn.: Melissa intermedia Baumg., Satureja calamintha var. ascendens (Jord.) Briq., Satureja calamintha subsp. ascendens (Jord.) Briq., Satureja ascendens (Jord.) K.Malý, Satureja sylvatica subsp. ascendens (Jord.) Roy L.Taylor & MacBryde, Calamintha intermedia (Baumg.) Heinr.Braun, Calamintha sylvatica subsp. ascendens (Jord.) P.W.Ball, Calamintha officinalis subsp. ascendens (Jord.) Mateo, Calamintha menthifolia subsp. ascendens (Jord.) Raus, Calamintha ascendens Jord., Clinopodium ascendens (Jord.) Samp., Clinopodium nepeta subsp. ascendens (Jord.) B.Bock): Sie ist von Makaronesien über Nordafrika und weite Teile Europas bis zur Türkei verbreitet.[2]
  - Clinopodium menthifolium subsp. hirtum (Briq.) Govaerts (Syn.: Satureja calamintha var. hirta Briq., Calamintha hirta (Briq.) Hayek, Satureja sancta Greuter & Burdet, Calamintha menthifolia subsp. hirta (Briq.) Raus): Sie kommt in Griechenland vor.[2]
  - Wald-Bergminze (Clinopodium menthifolium (Host) Stace subsp. menthifolium, Syn.: Satureja menthifolia var. hirta Briq., Satureja sylvatica var. boveana K.Malý, Satureja calamintha subsp. montana Cout., Satureja calamintha var. silvatica (Bromf.) Briq., Satureja calamintha subsp. silvatica (Bromf.) Briq., Satureja sylvatica (Bromf.) K.Malý, Calamintha sylvatica Bromf., Calamintha officinalis var. sylvatica (Bromf.) Nyman, Calamintha menthifolia var. sylvatica (Bromf.) Menitsky, Calamintha menthifolia subsp. sylvatica (Bromf.) Menitsky, Calamintha nepeta subsp. sylvatica (Bromf.) R.Morales, Clinopodium nepeta subsp. sylvaticum (Bromf.) Peruzzi & F.Conti): Sie kommt im Mittelmeerraum von Spanien über Frankreich inklusive Korsika, Italien inklusive Sizilien, im ehemaligen Jugoslawien, Bulgarien, Albanien, Griechenland und der Türkei vor.[2]
- Clinopodium mexicanum (Benth.) Govaerts (Syn.: Gardoquia mexicana Benth., Gardoquia helleri Peyr., Calamintha oaxacana Fernald, Clinopodium oaxacanum (Fernald) Standl., Satureja mexicana (Benth.) Briq., Satureja oaxacana (Fernald) Standl.): Sie ist in Mexiko verbreitet.[2]
- Clinopodium micranthum (Regel) H.Hara (Syn.: Hedeoma micrantha Regel, Satureja micrantha (Regel) Nakai): Es gibt zwei Varietäten:[2]
  - Clinopodium micranthum (Regel) H.Hara var. micranthum (Syn.: Calamintha umbrosa var. japonica Franch. & Sav., Satureja sachalinensis var. japonica (Franch. & Sav.) Kudô, Satureja umbrosa var. japonica (Franch. & Sav.) Matsum. & Kudô, Clinopodium fauriei var. japonicum (Franch. & Sav.) H.Hara, Clinopodium umbrosum var. japonicum (Franch. & Sav.) Matsum., Clinopodium omuranum Honda): Sie kommt in Korea sowie Japan vor.[2]
  - Clinopodium micranthum var. sachalinense (F.Schmidt) T.Yamaz. & Murata (Syn.: Calamintha umbrosa var. sachalinensis F.Schmidt, Satureja sachalinensis (F.Schmidt) Kudô, Clinopodium sachalinense (F.Schmidt) Koidz., Clinopodium gracile var. sachalinense (F.Schmidt) Ohwi): Sie kommt in Sakhalin, auf den südlichen Kurilen und in Japan vor.[2]
- Clinopodium micromerioides (Hemsl.) Govaerts (Syn.: Gardoquia micromerioides Hemsl., Hedeoma subaequale Epling, Satureja micromerioides (Hemsl.) Briq.): Sie kommt im nordöstlichen Mexiko vor.[2]
- Clinopodium mimuloides (Benth.) Kuntze (Syn.: Calamintha mimuloides Benth., Satureja mimuloides (Benth.) Briq.): Dieser Endemit kommt nur im zentralen Kalifornien vor.[2]
- Clinopodium minae (Lojac.) Peruzzi & F.Conti (Syn.: Calamintha minae Lojac., Acinos minae (Lojac.) Giardina & Raimondo): Diese Neukombination erfolgte 2008. Dieser Endemit kommt nur auf Sizilien vor.[2]
- Clinopodium ×mixtum (Ausserd. ex Heinr.Braun & Sennholz) Starm. (Syn.: Calamintha ×mixta Ausserd. ex Heinr.Braun & Sennholz, Satureja× mixta (Ausserd. ex Heinr.Braun & Sennholz) Dalla Torre & Sarnth., Acinos ×mixtus (Ausserd. ex Heinr.Braun & Sennholz) Bässler, Ziziphora ×mixta (Ausserd. ex Heinr.Braun & Sennholz) Melnikov): Diese Neukombination erfolgte 2011. Diese Hybride aus Clinopodium acinos × Clinopodium alpinum kommt nur in Österreich vor.[2]
- Clinopodium molle (Benth.) Kuntze (Syn.: Micromeria mollis Benth., Micromeria flacca (Nábelek) Hedge, Satureja flacca Nábelek): Sie kommt nur von der südöstlichen Türkei bis zum nördlichen Irak vor.[2]
- Clinopodium multicaule (Maxim.) Kuntze (Syn.: Calamintha multicaulis Maxim., Satureja multicaulis (Maxim.) Nakai, Clinopodium gracile var. multicaule (Maxim.) Ohwi): Es gibt drei Varietäten.[2]
  - Clinopodium multicaule (Maxim.) Kuntze var. multicaule (Syn.: Calamintha taquetii H.Lév. & Vaniot, Satureja multicaulis var. taquetii (H.Lév. & Vaniot) Nakai, Clinopodium multicaule var. taquetii (H.Lév. & Vaniot) H.Hara) Sie kommt in Korea sowie Japan und von Sakhalin bis zu den Nansei-shoto Inseln vor.[2]
  - Clinopodium multicaule var. shibetchense (H.Lév.) Melnikov(Syn.: Calamintha umbrosa var. shibetchensis H.Lév., Satureja makinoi Kudô, Satureja chinensis var. glabrescens (Nakai) H.Hara, Satureja ussuriensis var. glabrescens Nakai, Clinopodium chinense subsp. glabrescens (Nakai) H.Hara, Clinopodium chinense var. glabrescens (Nakai) H.Hara, Clinopodium chinense var. shibetchense (H.Lév.) Koidz., Clinopodium umbrosum var. shibetchensis (H.Lév.) McKean, Clinopodium japonicum Makino): Diese Neukombination erfolgte 2016. Sie kommt in Korea sowie Japan vor.[2]
  - Clinopodium multicaule var. yakusimense (Masam.) Yahara (Syn.: Satureja yakusimensis Masam., Clinopodium minimum H.Hara, Clinopodium gracile var. minimum (H.Hara) Ohwi, Clinopodium yakusimense (Masam.) Melnikov) Dieser Endemit kommt nur auf der japanischen Insel Yakushima vor.[2]
- Clinopodium multiflorum (Ruiz & Pav.) Kuntze (Syn.: Gardoquia multiflora Ruiz & Pav., Rizoa ovatifolia Cav., Satureja multiflora (Ruiz & Pav.) Briq.): Sie kommt nur im zentralen Chile vor.[2]
- Clinopodium mutabile (Epling) Harley (Syn.: Satureja mutabilis Epling, Micromeria mutabilis (Epling) R.Morales): Sie kommt in Ecuador vor.[2]
- Clinopodium myrianthum (Baker) Ryding (Syn.: Leucas masukuensis Baker, Leucas myriantha Baker, Nepeta huillensis Gürke, Nepeta usafuensis Gürke, Nepeta wellmanii C.H.Wright, Calamintha masukensis (Baker) S.Moore, Calamintha cacondensis G.Taylor, Satureja cacondensis (G.Taylor) Brenan, Satureja masukuensis (Baker) Eyles, Satureja myriantha (Baker) Brenan): Diese Neukombination erfolgte 2006. Sie kommt vom südlichen Tansania und Zaire bis zum tropischen Südlichen Afrika (Malawi, Angola, Sambia, Simbabwe) vor.[2]
- Clinopodium nanum (P.H.Davis & Doroszenko) Govaerts (Syn.: Acinos nanus P.H.Davis & Doroszenko, Satureja nana (P.H.Davis & Doroszenko) R.Jahn, Ziziphora nana (P.H.Davis & Doroszenko) Melnikov): Sie kommt auf Kreta und Ägäischen Inseln vor.[2]
- Clinopodium nepalense (Kitam. & Murata) Bräuchler & Heubl (Syn.: Micromeria nepalensis Kitam. & Murata): Diese Neukombination erfolgte 2006. Sie kommt nur vom westlichen bis zentralen Nepal vor.[2]
- Clinopodium nepeta (L.) Kuntze (Syn: Melissa nepeta L. Calamintha parviflora Lam. nom. superfl., Faucibarba parviflora Dulac nom. superfl., Melissa parviflora Salisb. nom. superfl., Calamintha nepeta (L.) Savi, Thymus nepeta (L.) Sm., Satureja nepeta (L.) Scheele, Calamintha officinalis var. nepeta (L.) Rchb. & Rchb. f., Satureja calamintha var. nepeta (L.) Briq., Satureja calamintha subsp. nepeta (L.) Briq.): Es gibt etwa drei Unterarten:[2]
  - Kleinblütige Bergminze (Clinopodium nepeta (L.) Kuntze subsp. nepeta, Syn.: Acinos transsilvanica Schur, Thymus athonicus Bernh. ex Rchb., Thymus minor Trevir., Melissa aetheos Benth., Melissa obtusifolia Pers., Micromeria byzantina Walp., Micromeria canescens Walp. nom. illeg., Satureja mollis (Jord. ex Lamotte) E.Perrier, Satureja brauneana var. transsilvanica Jáv., Satureja calamintha var. nepetoides (Jord.) Briq., Satureja calamintha var. mollis (Jord. ex Lamotte) Briq., Satureja nepetoides (Jord.) Fritsch, Calamintha nepeta var. athonica (Rchb.) K.Koch, Calamintha nepeta var. nepetoides (Jord.) Nyman, Calamintha nepeta subsp. gussonei Tod. ex Nyman nom. nud., Calamintha nepeta var. hirsutissima Pant., Calamintha nepeta var. mollis (Jord. ex Lamotte) Nyman, Calamintha acinifolia Sennen, Calamintha alboi Sennen, Calamintha athonica Rchb., Calamintha barolesii Sennen, Calamintha bonanovae Sennen & Pau, Calamintha bonanovae Sennen, Calamintha brevisepala Sennen, Calamintha caballeroi Sennen & Pau, Calamintha cacuminiglabra Sennen, Calamintha cantabrica Sennen & Elías, Calamintha dilatata Schrad., Calamintha dufourii Sennen, Calamintha enriquei Sennen & Pau, Calamintha eriocaulis Sennen, Calamintha ferreri Sennen, Calamintha gillesii Sennen orth. var., Calamintha guillesii Sennen, Calamintha josephi Sennen, Calamintha largiflora Klokov, Calamintha litardierei Sennen, Calamintha longiracemosa Sennen, Calamintha mollis Jord. ex Lamotte, Calamintha nepetoides Jord., Calamintha obliqua Host,Calamintha peniciliata Sennen, Calamintha rotundifolia Host, Calamintha sennenii Cadevall, Calamintha suavis Sennen, Calamintha thessala Hausskn., Calamintha transsilvanica (Jáv.) Soó, Calamintha trichotoma Moench, Calamintha vulgaris Clairv., Clinopodium jordanii Melnikov, Clinopodium largiflorum (Klokov) Melnikov, Clinopodium nepetoides (Jord.) Melnikov, Clinopodium thessalum (Hausskn.) Melnikov): Sie ist vom südlichen Mittel- über Süd- und Südosteuropa und der Türkei bis zum nördlichen Iran verbreitet. Sie ist in vielen anderen Gebieten ein Neophyt.[2]
  - Clinopodium nepeta subsp. spruneri (Boiss.) Bartolucci & F.Conti (Syn: Melissa calamintha L., Melissa glomerata Stokes, Melissa glandulosa (Req.) Benth., Melissa montana (Lam.) Bubani, Nepeta intermedia Lej. ex Rchb., Thymus calamintha (L.) Scop., Thymus calaminthoides Rchb., Thymus moschatella Pollini, Thymus glandulosus Req., Thymus clandestinus Salzm. ex Mutel, Thymus officinalis var. parviflora Gaudin, Melissa rotundifolia Sol. ex Lowe nom. illeg., Melissa calamintha var. villosa Boiss., Satureja baetica (Boiss. & Reut.) Pau, Satureja menthifolia var. baetica (Boiss. & Reut.) Font Quer, Satureja calamintha (L.) Scheele, Satureja glandulosa (Req.) Caruel, Satureja villosa (Boiss.) Druce, Satureja vulgaris Rouy in G.Rouy & J.Foucaud nom. illeg., Satureja calamintha var. glandulosa (Req.) Briq., Calamintha adscendens Willk. & Lange, Calamintha baetica Boiss. & Reut., Calamintha byzantina K.Koch, Calamintha calamintha (L.) H.Karst., Calamintha canescens J.Presl, Calamintha glandulosa (Req.) Benth., Calamintha macra Klokov, Calamintha montana Lam., Calamintha nepeta Willk. nom. illeg., Calamintha officinalis Moench, Calamintha pauciflora Lange, Calamintha spruneri Boiss., Calamintha stricta Rchb. f., Calamintha vulgaris Garsault, Calamintha officinalis var. stricta (Rchb. f.) Nyman, Calamintha officinalis var. villosissima Benth., Calamintha officinalis var. vulgaris Rchb. f., Calamintha menthifolia var. baetica (Boiss. & Reut.) Ball, Calamintha menthifolia var. adscendens (Willk. & Lange) Nyman, Clinopodium calamintha (L.) Kuntze, Clinopodium officinale (Moench) Gutermann, Clinopodium canescens (J.Presl) Melnikov, Clinopodium glandulosum (Req.) Kuntze, Clinopodium nepeta subsp. glandulosum (Req.) Govaerts, Clinopodium nepeta var. glandulosum (Req.) B.Bock, Clinopodium baeticum (Boiss. & Reut.) Melnikov, Clinopodium spruneri (Boiss.) Melnikov): Diese Neukombination erfolgte 2011. Sie ist vom Mittelmeerraum (Iberische Halbinsel, Balearen, Korsika, Sardinien, Frankreich, Italien, Balkanhalbinsel, Kreta, Ägäische Inseln, Nordafrika und Türkei) bis zum Kaukasusraum verbreitet.[2]
  - Einseles Bergminze oder Österreichische Bergminze (Clinopodium nepeta subsp. subisodontum (Borbás) Govaerts, Syn.: Melissa subnuda Waldst. & Kit., Satureja brauneana (Hoppe ex Rchb.) Jáv., Satureja einseleana (F.W.Schultz) Hayek, Satureja subisodonta (Borbás) Greuter & Burdet, Satureja subnuda (Waldst. & Kit.) Dörfl., Thymus brauneanus Hoppe ex Rchb., Thymus subnudus (Waldst. & Kit.) Spreng., Calamintha brauneana (Hoppe ex Rchb.) O.Schwarz nom. illeg., Calamintha einseleana F.W.Schultz, Calamintha subisodonta Borbás, Calamintha subnuda (Waldst. & Kit.) Host, Calamintha nepetoides var. subnuda (Waldst. & Kit.) Posp., Calamintha officinalis subsp. subisidorata (Borbás) U.Schneid. ex Soó, Calamintha officinalis subsp. subnuda (Waldst. & Kit.) Soó, Clinopodium einseleanum (F.W.Schultz) Peruzzi & F.Conti, Clinopodium subnudum (Waldst. & Kit.) Kuntze): Sie kommt von Ungarn über das ehemalige Jugoslawien bis Rumänien vor. Sie ist in Deutschland ein Neophyt.[2]
- Clinopodium nubigenum (Kunth) Kuntze (Syn.: Thymus humifusus Willd. ex Benth. nom. illeg., Thymus nubigenus Kunth, Micromeria nubigena (Kunth) Benth., Satureja nubigena (Kunth) Briq.): Sie kommt vom westlichen Südamerika (Kolumbien, Ecuador, Peru) bis ins nordwestliche Venezuela vor.[2]
- Clinopodium nummulariifolium (Boiss.) Kuntze (Syn.: Micromeria nummulariifolia Boiss., Satureja nummulariifolia (Boiss.) Briq.): Sie kommt in Syrien vor.[2]
- Clinopodium obovatum (Ruiz & Pav.) Govaerts (Syn.: Gardoquia obovata Ruiz & Pav., Satureja obovata (Ruiz & Pav.) Briq. nom. illeg., Satureja ruizii J.F.Macbr., Satureja guamaniensis Mansf.): Sie kommt in Peru vor.[2]
- Clinopodium odorum (Griseb.) Harley (Syn.: Xenopoma odorum Griseb., Ceratominthe achalensis Briq., Ceratominthe odora (Griseb.) Hauman, Micromeria odora (Griseb.) Hieron., Satureja odora (Griseb.) Epling): Diese Neukombination erfolgte 2000. Sie kommt im nördlichen Argentinien vor.[2]
- Clinopodium omeiense C.Y.Wu & S.J.Hsuan ex H.W.Li: Dieser Endemit gedeiht in Wäldern in Höhenlagen von etwa 1700 Mertn nur im Emei Shan in Sichuan.[13]
- Clinopodium pallidum (Epling) Govaerts(Syn.: Satureja pallida Epling): Sie kommt in Bolivien vor.[2]
- Clinopodium palmeri (A.Gray) Kuntze (Syn.: Calamintha palmeri A.Gray, Satureja palmeri (A.Gray) Briq.): Sie wurde im zentralen Teil der Insel Guadalupe gesammelt und die letzte Aufsammlung stammt von 1875; sie ist vermutlich ausgestorben.[2]
- Clinopodium paradoxum (Vatke) Ryding (Syn.: Calamintha paradoxa Vatke, Satureja paradoxa (Vatke) Engl. ex Seybold): Diese Neukombination erfolgte 2006. Sie kommt nur in Äthiopien vor.[2]
- Clinopodium ×pillichianum (J.Wagner) Govaerts (Syn.: Calamintha × pillichiana J.Wagner, × Calapodium pillichianum (J.Wagner) Holub): Diese Hybride aus Clinopodium nepeta subsp. glandulosum × Clinopodium vulgare kommt nur in Ungarn vor.[2]
- Clinopodium pilosum J.R.I.Wood Sie wurde 2011 aus Bolivien erstbeschrieben.[2]
- Clinopodium piperitum (D.Don) Murata (Syn.: Thymus origanifolius D.Don, Thymus piperitus D.Don, Satureja piperita (D.Don) Briq., Melissa longicaulis (Wall. ex Benth.) Wall. ex Benth., Calamintha longicaulis (Wall. ex Benth.) Benth., Clinopodium longicaule Wall. ex Benth.): Sie kommt von Pakistan bis Nepal vor.[2]
- Clinopodium plicatulum (Epling) Govaerts (Syn.: Satureja plicatula Epling): Sie kommt in Peru vor.[2]
- Clinopodium polycephalum (Vaniot) C.Y.Wu & S.J.Hsuan (Syn.: Calamintha polycephala Vaniot, Calamintha clinopodium var. polycephala (Vaniot) Dunn, Calamintha clinopodium var. pratensis Dunn, Calamintha tsacapanensis H.Lév., Satureja polycephala (Vaniot) Steward):[2] Sie gedeiht in Höhenlagen von 0 bis 3400 Metern in den chinesischen Provinzen Anhui, Fujian, Gansu, Guangxi, Guizhou, Hebei, Henan, Hubei, Hunan, Shaanxi, Shandong, Shanxi, Jiangsu, Jiangxi, Sichuan, Yunnan sowie Zhejiang. Sie wird als Heilpflanze verwendet.[13]
- Clinopodium pomelianum Kuntze (Syn.: Calamintha nervosa Pomel, Satureja pomelii Briq. nom. illeg.): Sie kommt nur in Algerien vor.[2]
- Clinopodium procumbens (Greenm.) Harley (Syn.: Satureja procumbens Greenm.) Diese Neukombination erfolgte 2000. Sie ist in Mexiko verbreitet.[2]
- Clinopodium pulchellum (Kunth) Govaerts (Syn.: Gardoquia pilosa A.Gray, Gardoquia pulchella Kunth, Gardoquia rugosa Benth., Satureja panicera Epling, Satureja pulchella (Kunth) Briq., Satureja rugosa (Benth.) Briq.): Sie kommt in Peru vor.[2]
- Clinopodium pulegium (Rochel) Bräuchler (Syn.: Melissa pulegium Rochel, Micromeria pulegium (Rochel) Benth., Satureja pulegium (Rochel) Briq., Satureja fenzlii Nyman, Calamintha origanifolia Host, Calamintha pulegium (Rochel) Rchb. f.): Diese Neukombination erfolgte 2006. Sie kommt nur im östlichen Serbien und im südwestlichen Rumänien vor.[2]
- Clinopodium raimondoi Spadaro, Faqi & Mazzola Sie wurde 2016 aus Sizilien erstbeschrieben.[2]
- Clinopodium rankiniae I.E.Méndez: Sie wurde 2017 aus dem östlichen Kuba erstbeschrieben.[14][2]
- Clinopodium revolutum (Ruiz & Pav.) Govaerts (Syn.: Gardoquia revoluta Ruiz & Pav., Satureja revoluta (Ruiz & Pav.) Briq., Satureja insignis Mansf.): Sie kommt in Peru vor.[2]
- Clinopodium robustum (Hook. f.) Ryding (Syn.: Nepeta robusta Hook. f., Satureja robusta (Hook. f.) Brenan): Diese Neukombination erfolgte 2006. Sie kommt vom südöstlichen Nigeria bis Kamerun vor.[2]
- Clinopodium rouyanum (Briq.) Govaerts (Syn.: Satureja rouyana Briq., Calamintha rouyana (Briq.) Pericás & Rosselló): Dieser Endemit kommt nur auf Mallorca vor.[2]
- Clinopodium sandalioticum (Bacch. & Brullo) Bacch. & Brullo ex Peruzzi & F.Conti (Syn.: Calamintha sandaliotica Bacch. & Brullo) Diese Neukombination erfolgte 2008. Dieser Endemit kommt nur im südwestlichen Sardinien vor.[2]
- Clinopodium schusteri (Urb.) Govaerts (Syn.: Hyptis schusteri Urb., Satureja schusteri (Urb.) Epling & Játiva): Sie kommt nur auf Hispaniola vor.[2]
- Clinopodium selerianum (Loes.) Govaerts (Syn.: Satureja seleriana Loes., Satureja guatemalensis Standl. ex Epling & Jativa): Sie kommt vom mexikanischen Bundesstaat Chiapas bis Guatemala vor.[2]
- Clinopodium sericeum (C.Presl ex Benth.) Govaerts (Syn.: Gardoquia sericea C.Presl ex Benth., Satureja sericea (C.Presl ex Benth.) Briq.): Sie kommt in Ecuador sowie Peru vor.[2]
- Clinopodium sericifolium (Epling & Játiva) Govaerts (Syn.: Satureja sericifolia Epling & Játiva): Sie kommt in Peru vor.[2]
- Clinopodium serpyllifolium (M.Bieb.) Kuntze (Syn.: Nepeta serpyllifolia M.Bieb., Micromeria serpyllifolia (M.Bieb.) Boiss. nom. illeg., Melissa serpyllifolia (M.Bieb.) Nyman, Satureja serpyllifolia (M.Bieb.) Briq., Micromeria fruticosa subsp. serpyllifolia (M.Bieb.) P.H.Davis): Es gibt seit 2006 fünf Unterarten:[2]
  - Clinopodium serpyllifolium subsp. brachycalyx (P.H.Davis) Bräuchler (Syn.: Micromeria fruticosa subsp. brachycalyx P.H.Davis, Satureja serpyllifolia subsp. brachycalyx (P.H.Davis) Greuter & Burdet, Clinopodium brachycalyx (P.H.Davis) Melnikov): Diese Neukombination erfolgte 2006. Die Unterart kommt im östlichen Mittelmeerraum vor.[2]
  - Arabisches Bergkraut (Clinopodium serpyllifolium subsp. fruticosum (L.) Bräuchler) (Syn: Bystropogon marifolius Juss. ex Steud., Melissa fruticosa L., Melissa rupestris Salisb. nom. superfl., Melissa marifolia (Cav.) Pers., Melissa serpyllifolia Willd. ex Benth., Micromeria fruticosa (L.) Druce, Micromeria marifolia (Cav.) Benth., Nepeta cretica (DC.) F.Dietr., Nepeta croatica Ledeb., Nepeta marifolia Cav., Thymus barrelieri Spreng., Thymus creticus DC., Thymus fruticosus (L.) Link, Thymus marifolius (Cav.) Willd., Calamintha fruticosa (L.) Pers. ex Lindl., Satureja fruticosa (L.) Briq., Satureja marifolia (Cav.) Caruel nom. illeg., Calamintha marifolia (Cav.) Pers. ex Lindl., Clinopodium fruticosum (L.) Kuntze nom. illeg., Clinopodium marifolium (Cav.) Melnikov, Clinopodium hispanicum Melnikov): Diese Neukombination erfolgte 2006. Sie kommt nur im östlichen Spanien vor.[2]
  - Clinopodium serpyllifolium subsp. giresunicum (P.H.Davis) Bräuchler (Syn.: Micromeria fruticosa subsp. giresunica P.H.Davis, Satureja serpyllifolia subsp. giresunica (P.H.Davis) Greuter & Burdet, Clinopodium giresunicum (P.H.Davis) Melnikov) Diese Neukombination erfolgte 2006. Die Unterart kommt nur in der nordöstlichen Türkei vor.[2]
  - Clinopodium serpyllifolium (M.Bieb.) Kuntze subsp. serpyllifolium (Syn.: Micromeria serpyllifolia var. microcalyx Boiss., Micromeria microcalyx (Boiss.) Peyr., Calamintha spicigera K.Koch): Sie kommt im ehemaligen Jugoslawien, in der nordöstlichen Türkei und auf der Krim vor.[2]
  - Clinopodium serpyllifolium subsp. sirnakense Firat & Akçiçek: Sie wurde 2015 aus der südöstlichen Türkei erstbeschrieben.[2]
- Clinopodium simense (Benth.) Kuntze (Syn.: Nepeta ehlersi Schweinf., Satureja simensis (Benth.) Briq., Calamintha simensis Benth., Calamintha cryptantha Vatke, Calamintha parvula S.Moore, Clinopodium cryptanthum (Vatke) Kuntze): Diese Neukombination erfolgte 2006.[10] Sie kommt in den Bergen Äthiopiens, Ruandas, Burundis, Zaires, Kenias, Tansanias sowie Ugandas vor.[2]
- Clinopodium soczavae Melnikov: Sie wurde 2013 aus dem Transkaukasus erstbeschrieben.[2]
- Clinopodium speciosum (Hook.) Govaerts (Syn.: Stachys speciosa Hook., Gardoquia elliptica Ruiz & Pav., Satureja elliptica (Ruiz & Pav.) Briq.): Sie kommt in Peru vor.[2]
- Clinopodium sphenophyllum (Epling) Govaerts (Syn.: Satureja sphenophylla Epling): Sie kommt in Peru vor.[2]
- Clinopodium striatum (Ruiz & Pav.) Govaerts (Syn.: Gardoquia striata Ruiz & Pav., Satureja striata (Ruiz & Pav.) Briq.): Sie kommt in Peru vor.[2]
- Wohlriechender Steinquendel (Clinopodium suaveolens (Sm.) Kuntze, Syn.: Acinos suaveolens (Sm.) G.Don, Acinos heterophyllus G.Don, Melissa acinoides (Ten.) Nyman, Melissa suaveolens (Sm.) Nyman, Thymus suaveolens Sm., Thymus acinoides Ten., Thymus melissoides Schweigg., Thymus melissoides Bernh. ex Rchb., Satureja alpina subsp. suaveolens (Sm.) Briq., Satureja alpina var. suaveolens (Sm.) Briq., Satureja suaveolens (Sm.) Watzl, Ziziphora suaveolens (Sm.) Melnikov, Calamintha acinoides (Ten.) Nyman, Calamintha acuminata Friv., Calamintha langei Nyman, Calamintha patavina Heldr. ex Nyman, Calamintha rotundifolia Rchb. f. nom. illeg., Calamintha suaveolens (Sm.) Boiss.): Sie kommt von Italien, Bulgarien, Rumänien, Albanien und Griechenland über Inseln der Ägäis bis zur nordwestlichen sowie westlichen Türkei vor.[2]
- Clinopodium suborbiculare (Alain) Greuter & R.Rankin (Syn.: Satureja suborbicularis Alain, Micromeria suborbicularis (Alain) Borhidi): Diese Neukombination erfolgte 2016. Dieser Endemit kommt nur im östlichen Kuba vor.[2]
- Clinopodium syriacum Melnikov: Sie wurde 2016 aus Syrien erstbeschrieben.[2]
- Clinopodium taxifolium (Kunth) Govaerts (Syn: Gardoquia glabrata Kunth, Gardoquia taxifolia Kunth, Thymus taxifolius (Kunth) Willd. ex Benth., Satureja andrei Epling, Satureja glabrata (Kunth) Briq., Satureja lineata Epling, Satureja taxifolia (Kunth) Briq.): Sie kommt im westlichen Südamerika in Kolumbien, Ecuador und Peru vor.[2]
- Clinopodium taygeteum (P.H.Davis) Bräuchler (Syn.: Micromeria taygetea P.H.Davis, Satureja taygetea (P.H.Davis) Greuter & Burdet): Diese Neukombination erfolgte 2006. Sie kommt im südlichen Griechenland vor.[2]
- Clinopodium tenellum (Epling) Harley (Syn.: Satureja tenella Epling, Micromeria tenella (Epling) R.Morales): Sie kommt vom südwestlichen Kolumbien bis Peru vor.[2]
- Clinopodium tomentosum (Kunth) Govaerts (Syn: Gardoquia elegans Kunth, Gardoquia grandiflora Kunth, Gardoquia incana Willd. ex Benth., Gardoquia quitensis Willd. ex Benth., Gardoquia thymoides Kunth, Gardoquia tomentosa Kunth, Satureja elegans (Kunth) Briq., Satureja kunthii Briq., Satureja thymoides (Kunth) Briq. nom. illeg., Satureja tomentosa (Kunth) Briq.): Sie kommt in Ecuador vor.[2]
- Clinopodium troodi (Post) Govaerts (Syn: Calamintha troodi Post, Satureja troodi (Post) Holmboe, Acinos troodi (Post) Leblebici, Ziziphora troodi (Post) Melnikov): Es gibt drei Unterarten:[2]
  - Clinopodium troodi subsp. grandiflorum (Hartvig & Å.Strid) Govaerts (Syn.: Acinos troodi subsp. grandiflorus Hartvig & Å.Strid): Sie kommt in der Türkei vor.[2]
  - Clinopodium troodi (Post) Govaerts subsp. troodi: Dieser Endemit kommt nur in den Troödos Bergen auf Zypern vor.[2]
  - Clinopodium troodi subsp. vardaranum (Leblebici) Govaerts (Syn: Acinos troodi subsp. vardaranus Leblebici, Satureja troodi subsp. vardarana (Leblebici) Greuter & Burdet): Sie kommt nur in der südwestlichen Türkei vor.[2]
- Clinopodium uhligii (Gürke) Ryding (Syn.: Satureja uhligii Gürke, Calamintha uhligii (Gürke) Verdc.): Diese Neukombination erfolgte 2006.[10] Es gibt zwei Varietäten: Sie gedeihen in der Bergen des tropischen Afrika:[2]
  - Clinopodium uhligii var. obtusifolium (Avetta) Ryding (Syn.: Calamintha simensis var. obtusifolia Avetta, Calamintha pseudosimensis (Brenan) R.Morales, Satureja pseudosimensis Brenan, Satureja pseudosimensis var. micrantha Cufod.): Sie kommt in den Bergen des tropischen Afrikas in Äthiopien, Sudan, Nigeria, Kenia, Tansania, Malawi, Mosambik, Kamerun, Zaire, Burundi sowie Uganda vor.[2]
  - Clinopodium uhligii (Gürke) Ryding var. uhligii (Syn.: Calamintha elgonensis Bullock): Sie kommt in den Bergen des tropischen Ostafrikas in Kenia, Uganda und Tansania vor.[2]
- Clinopodium umbrosum (M.Bieb.) K.Koch (Syn: Melissa umbrosa M.Bieb., Thymus umbrosus (M.Bieb.) Spreng., Faucibarba umbrosa (M.Bieb.) Dulac, Satureja umbrosa (M.Bieb.) Greuter & Burdet, Calamintha umbrosa (M.Bieb.) Rchb., Calamintha nepalensis Fisch. & C.A.Mey., Calamintha biebersteinii K.Koch ex Ledeb.): Sie ist vom Kaukasusraum und Kleinasien, Afghanistan bis zum Himalaja und Myanmar weitverbreitet.[2]
- Clinopodium vanum (Epling) Harley & A.Granda (Syn.: Satureja simulans Epling, Satureja vana Epling, Micromeria vana (Epling) R.Morales): Sie kommt vom westlichen Bolivien bis ins südliche Peru vor.[2]
- Clinopodium vardarense (Šilic) Govaerts (Syn.: Calamintha vardarensis Šilic, Satureja vardarensis (Šilic) Greuter & Burdet): Sie kommt im ehemaligen Jugoslawien, Bulgarien, Albanien und Griechenland vor.[2]
- Clinopodium vargasii (Epling & Mathias) Govaerts (Syn: Satureja vargasii Epling & Mathias): Sie kommt in Peru vor.[2]
- Clinopodium vernayanum (Brenan) Ryding (Syn: Satureja vernayana Brenan): Diese Neukombination erfolgte 2006. Dieser Endemit kommt nur auf dem Mt. Mulanje in Malawi vor.[2]
- Clinopodium vimineum (L.) Kuntze (Syn: Satureja viminea L., Nostelis viminea (L.) Raf., Micromeria viminea (L.) Druce, Xenopoma obovatum Willd., Micromeria obovata (Willd.) Benth., Zygis aromatica Desv.): Sie kommt auf den Karibischen Inseln Kuba, Hispaniola, Jamaika und Puerto Rico vor[2]
- Gemeiner Wirbeldost (Clinopodium vulgare L., Syn: Acinos vulgaris (L.) Pers., Melissa clinopodium Benth. nom. superfl., Melissa vulgaris (L.) Trevis., Satureja vulgaris (L.) Bég. nom. illeg., Calamintha vulgaris (L.) Druce): Es gibt drei Unterarten:[2]
  - Clinopodium vulgare L. subsp. arundanum (Boiss.) Nyman (Syn.: Melissa arundana Boiss., Satureja vulgaris subsp. arundana (Boiss.) Greuter & Burdet, Satureja vulgaris subsp. villosa (de Noé) Maire in É.Jahandiez & al., Calamintha arundana (Boiss.) Benth., Calamintha clinopodium subsp. villosa (de Noé) Maire, Calamintha clinopodium var. glabrescens (Pomel) Batt., Calamintha clinopodium var. abbreviatum Maire, Satureja vulgaris var. plumosa Pau, Satureja vulgaris var. gattefossei Maire, Satureja vulgaris var. transiens Maire, Clinopodium arundanum (Boiss.) Nyman, Clinopodium glabrescens Pomel, Clinopodium villosum de Noé, Clinopodium vulgare subsp. villosum (de Noé) Bothmer): Sie kommt von Makaronesien über die Iberische Halbinsel und Algerien, Marokko bis Tunesien vor.[2]
  - Clinopodium vulgare subsp. orientale Bothmer (Syn.: Satureja vulgaris subsp. orientalis (Bothmer) Greuter & Burdet, Clinopodium orientale (Bothmer) Melnikov): Sie ist vom südlichen Frankreich über Sardinien, Sizilien und Italien über die Balkanhalbinsel bis Griechenland, Kreta, Ägäische Inseln, die Türkei bis in den Irak, in die Region Palästina und den Iran verbreitet.[2]
  - Clinopodium vulgare subsp. vulgare (Syn.: Calamintha aegyptiaca Lam. ex Schur, Calamintha clinopodium Spenn., Faucibarba clinopodium (Spenn.) Dulac, Satureja clinopodium (Spenn.) Caruel, Satureja vulgaris Fritsch nom. illeg., Thymus clinopodium (Spenn.) E.H.L.Krause, Thymus sylvaticus Bernh., Clinopodium aegyptiacum Mill., Clinopodium atropurpureum Steud., Clinopodium cimbricum (Böcher) Melnikov, Clinopodium clinopodium (Spenn.) Degen, Clinopodium neogaeum (Fernald) Melnikov, Clinopodium origanifacie Gilib., Clinopodium plumosum Sieber, Clinopodium variegatum Steud., Clinopodium vulgare var. gracile Lange, Clinopodium vulgare var. parviflorum Rohlena, Clinopodium vulgare var. diminutum Simon, Clinopodium vulgare var. neogaeum (Fernald) C.F.Reed, Clinopodium vulgare subsp. cimbricum Böcher): Sie ist in weiten Teilen Europas und von Kleinasien bis Sibirien und den westlichen Himalaja weitverbreitet.[2]
- Clinopodium wardii (C.Marquand & Airy Shaw) Bräuchler (Syn: Micromeria wardii C.Marquand & Airy Shaw): Diese Neukombination erfolgte 2006. Sie kommt nur im südöstlichen Tibet vor.[2]
- Clinopodium weberbaueri (Mansf.) Govaerts (Syn.: Satureja weberbaueri Mansf., Satureja lopezii Epling): Sie kommt in Peru vor.[2]

Einige Arten wurden durch Melnikov 2015 in die neu aufgestellte Gattung Drymosiphon Melnikov eingeordnet:
- Drymosiphon alanyensis (Alan & Ocak) Melnikov (Syn: Calamintha pamphylica subsp. alanyensis Alan & Ocak, Clinopodium pamphylicum subsp. alanyense (Alan & Ocak) Alan & Dirmenci)[15]
- Drymosiphon betulifolius (Boiss. & Balansa) Melnikov (Syn: Calamintha betulifolia Boiss. & Balansa, Clinopodium betulifolium (Boiss. & Balansa) Kuntze, Satureja betulifolia (Boiss. & Balansa) Briq., Calamintha betulifolia subsp. cilicica Contandr. & Quézel)[15]
- Drymosiphon davisii (Contandr. & Quézel) Melnikov (Syn: Calamintha davisii Contandr. & Quézel, Calamintha pamphylica subsp. davisii (Contandr. & Quézel) P.H.Davis, Satureja pamphylica subsp. davisii (Contandr. & Quézel) Greuter & Burdet, Clinopodium pamphylicum subsp. davisii (Contandr. & Quézel) Govaerts)
- Großblütige Bergminze (Drymosiphon grandiflorus (L.) Melnikov; Syn.: Melissa grandiflora L., Thymus grandiflorus (L.) Scop., Calamintha grandiflora (L.) Moench, Acinos grandiflorus (L.) G.Don, Satureja grandiflora (L.) Scheele, Faucibarba grandiflora (L.) Dulac, Clinopodium grandiflorum (L.) Kuntze, Melissa grandiflora var. micrantha K.Koch, Calamintha grandiflora var. micrantha (K.Koch) K.Koch): Es gibt drei Varietäten:[15]
  - Drymosiphon grandiflorus (L.) Melnikov var. grandiflorus (Syn: Satureja grandiflora var. glandulosa Bosnjak, Calamintha montana Garsault, Calamintha atlantica Coss., Calamintha mairei Sennen, Calamintha grandiflora var. glabrata Vandas)[15]
  - Drymosiphon grandiflorus var. hirtellus Melnikov: Sie wurde 2015 auf der Türkei erstbeschrieben.[15]
  - Drymosiphon grandiflorus var. parviflorus (Coss.) Melnikov (Syn: Calamintha grandiflora var. parviflora Coss., Calamintha baborensis Batt., Satureja baborensis (Batt.) Briq., Satureja grandiflora var. baborensis (Batt.) Pau & Font Quer, Satureja grandiflora subsp. baborensis (Batt.) Maire, Calamintha grandiflora subsp. baborensis (Batt.) N.Galland, Clinopodium grandiflorum subsp. baborense (Batt.) Govaerts)[15]
- Drymosiphon hakkaricus (Dirmenci & Firat) Melnikov (Syn: Clinopodium hakkaricum Dirmenci & Firat)[15]
- Drymosiphon pamphylicus (Boiss. & Heldr. ex Benth.) Melnikov (Syn: Calamintha pamphylica Boiss. & Heldr. ex Benth., Satureja pamphylica (Boiss. & Heldr. ex Benth.) Briq., Clinopodium pamphylicum (Boiss. & Heldr. ex Benth.) Govaerts)[15]
- Drymosiphon piperelloides (Stapf) Melnikov (Syn: Calamintha piperelloides Stapf, Satureja pamphylica subsp. piperelloides (Stapf) Greuter & Burdet, Clinopodium pamphylicum subsp. piperelloides (Stapf) Govaerts)[15]
- Drymosiphon tauricola (P.H.Davis) Melnikov (Syn: Calamintha tauricola P.H.Davis, Satureja tauricola (P.H.Davis) Greuter & Burdet, Clinopodium tauricola (P.H.Davis) Govaerts)[15]

## Verwendung
Die Calamintha-Arten sind ebenso aromatisch wie ihre Verwandten der Gattung Mentha und dienen daher gelegentlich ebenfalls zum Aufbrühen von Tee und fanden von der Antike bis in die Neuzeit auch als Arzneimittel Verwendung. Mit calamintha wurden früher verschiedene Labiaten, in der mittelalterlichen und frühneuzeitlichen Medizin vor allem die Kleinblütige Bergminze, die Acker-Minze und die Katzenminze bezeichnet.
Wenige Arten werden als Zierpflanzen verwendet.

## Weiterführende Literatur
- Denis G. Melnikov: () New sections of the genus Clinopodium L. (Lamiaceae) and their synopsis Turczaninowia, Volume 18, 2015, S. 103–112. doi:10.14258/turczaninowia.18.3.6 (hauptsächlich in Russisch)
- Denis G. Melnikov: Taxonomic and nomenclatural notes on Clinopodium L. and Ziziphora L. (Lamiaceae). In: Novitates systematicae plantarum vascularium, Volume 47, 2016, S. 103–107. (in Russisch)
- Christian Bräuchler: And now for something completely different – new names in Clinopodium with comments on some types. In: Phytotaxa, Volume 356, Issue 1, 2018, S. 71–80. doi:10.11646/phytotaxa.356.1.6